# ベニバト
ベニバト（紅鳩、学名：Streptopelia tranquebarica）は、ハト目ハト科に分類される鳥類の一種。

## 形態
全長約23cm。日本産のハト類では最小である。雄の成鳥は頭部と頸が青灰色で、頸の後部に黒い帯がある。翼と背中は赤味のある灰褐色。雌の成鳥は、全身が灰褐色で一見シラコバトと似ているが、体が小さいことと足が暗褐色であることで区別できる。

## 分布
中国の中部から中央アジア東部で繁殖し、冬にはインド、東南アジア、台湾に渡る。渡りの時は、まとまった群れを作る。
日本には数少ない旅鳥または冬鳥として、西日本に渡来する。南西諸島では、ほぼ毎年記録されている。日本では、ほとんど1羽か2羽での記録である。